# 乾奈良吉
乾 奈良吉（いぬい ならきち、1866年12月10日（慶応2年11月4日） - 1936年（昭和11年）8月15日）は、日本の政治家、衆議院議員（1期）。

## 経歴
奈良県出身。漢学を学ぶ。金糸巻機械を発明し、その製造に当たる。平端村(現・大和郡山市)長、生駒郡会議員、奈良県会議員、同参事会員となる。
1904年の第9回衆議院議員総選挙において奈良県郡部から無名倶楽部公認で立候補してトップ当選した。衆議院議員を1期務め、1908年の第10回衆議院議員総選挙は不出馬。1936年に死去した。